# Bufo lemur
Bufo lemur és una espècie d'amfibi que viu a Puerto Rico.
Està amenaçada d'extinció per la pèrdua del seu hàbitat natural.